# Подкаст
Подкаст (енгл. Podcast) јесте дигитална датотека која садржи аудио или аудио и видео-запис који се дистрибуира путем интернета, а намењен је гледању или слушању на рачунару, дигиталном преносном плејеру (као што је нпр. iPod) или телевизији.
Подкасте обично чине једнан или више водитеља који се стално понављају и учествују у дискусији о одређеној теми или актуелном догађају. Дискусија и садржај унутар подкаста могу варирати од пажљиво написаних до потпуно импровизованих. Последњих година је YouTube знатно популаризовао ову форму забаве.
Године 2025. Bloomberg је известио да преко милијарду људи гледа подкасте сваког месеца.